# 3:33
3:33 è il terzo album del rapper italiano Biondo, pubblicato il 22 aprile 2022 per Ada Music Italy.

## Tracce
1. 3:33 (feat. Giovane Miska)
2. Milano taxi (feat. SAC1)
3. Tutto sbagliato
4. Vodka (unplugged)
5. Ultimo ballo
6. Tempo
7. Non 6ento nada (feat. Paris Boy)
8. Falling Down
9. 20 Novembre
10. Gioco
11. Garçon (feat. Shade)

Tracce
- CD (Warner Music, 5054197146503, )

1. Tutto sbagliato
2. Non 6ento nada (feat. Paris Boy)
3. Gioco
4. Garçon (feat. Shade)
5. 20 novembre
6. Falling Down
7. Milano taxi (feat. SAC1)
8. Tempo
9. 3:33 (feat. Giovane Miska)
10. Ultimo ballo
11. Vodka (unplugged version)